# Heterostemma fimbriatum
Heterostemma fimbriatum är en oleanderväxtart som beskrevs av George King och Gamble. Heterostemma fimbriatum ingår i släktet Heterostemma och familjen oleanderväxter. Inga underarter finns listade i Catalogue of Life.